# Cueta arenosa
Cueta arenosa är en insektsart som först beskrevs av Navás 1913.  Cueta arenosa ingår i släktet Cueta och familjen myrlejonsländor. Inga underarter finns listade i Catalogue of Life.